# Stenodynerus lucidus
Stenodynerus lucidus är en stekelart som först beskrevs av Sievert Allen Rohwer 1917.  Stenodynerus lucidus ingår i släktet smalgetingar, och familjen Eumenidae. Inga underarter finns listade i Catalogue of Life.